# Christophe Berthet
Christophe Berthet (* 1960 in Genf) ist ein Schweizer Jazz- und Improvisationsmusiker (Alt- und Sopransaxophon, Komposition).

## Leben und Wirken
Berthet erhielt zunächst Unterricht auf dem Klavier und auf der Flöte. Dann konzentrierte er sich auf das Saxophon. Von 1985 bis 1989 absolvierte er ein Saxophonstudium bei der Association pour l’encouragement de la Musique improvisée (AMR) in Genf mit Workshops bei David Liebman, Lee Konitz, Jack DeJohnette und Han Bennink. Zwischen 2005 und 2009 studierte er zeitgenössische Komposition an der Musikhochschule Genf bei Xavier Dayer.
Seit 1989 war er als Jazzmusiker und als Theatermusiker tätig. Ab 1993 spielte er im Duo und Trio mit Musikern wie Jean-Jacques Pedretti, Philippe Ehinger, Michel Wintsch, Vinz Vonlanthen oder Pierre-François Massy. 1997 gründete er seine eigene Band NUNC mit Ian Gordon-Lennox, Béatrice Graf und Evariste Perez. Als Saxophonist nahm er häufig an Konzerten, Aufführungen und verschiedenen Performances teil, zuletzt im Insub Meta Orchestra. Er ist auch auf Alben mit den Gruppen Aujourd’hui Madame, Ekyu, La Fanfare Du Loup, Le Grand Frisson und dem Laurent Wyler Trio zu hören.
Daneben war Berthet als Saxophonlehrer am Espace de pratique instrumentale und an der Haute École de Musique de Genève tätig.

## Diskographische Hinweise
- Vertigo: San Vivaldo (Song, 1990)
- Drago-Rogg Sextette: Six (ORP9402, 1994, mit Philippe Dragonetti, Olivier Rogg, Philippe Cornaz)
- Christophe Berthet / Vinz Vonlanthen: Effet Papillon (Unit Records 2002)
- Malval (Creative Sources 2012)
- Christophe Berthet, Vinz Vonlanthen, Cyril Bondi: Silo (Leo Records 2012)
- Insub Meta Orchestra: Acceleration (Insub 2022)